# Honey Irani
Honey Irani (Mumbai, 17 gennaio 1950) è una sceneggiatrice, attrice e regista indiana.
Ha delle parentele famose a Bollywood: è l'ex-moglie di Javed Akhtar, mamma dei registi Farhan Akhtar e Zoya Akhtar; inoltre è la zia di Farah Khan e la sorella di Daisy Irani.

## Filmografia parziale

### Attrice
- Kati Patang, regia di Shakti Samanta (1970)
- Amar Prem, regia di Shakti Samanta (1971)
- Seeta Aur Geeta, regia di Ramesh Sippy (1972)

### Sceneggiatrice
- Kya Kehna, regia di Kundan Shah (2000)
- Armaan, regia di Honey Irani (2003)
- Koi... Mil Gaya, regia di Rakesh Roshan (2003)
- Krrish, regia di Rakesh Roshan (2006)
- Har Pall, regia di Jahnu Barua (2007)
- Krrish 3, regia di Rakesh Roshan (2013)

### Regista
- Armaan (2003)